# Лызик, Дмитрий Дмитриевич
Дмитрий Дмитриевич Лызик (род. 31 января 2000 года, Санкт-Петербург) — российский волейболист, блокирующий новосибирского «Локомотива» и сборной России.

## Карьера
Воспитанник Санкт-Петербургского волейбола. Первый тренер: Чижик Юрий Викторович. С 2020 года выступает в основной команде, в составе которой завоевал золото, серебро и бронзу чемпионата России.
Осенью 2022 года дебютировал в составе национальной сборной против белорусских волейболистов в товарищеском матче. В дебютном матче Дмитрий набрал 6 очков.
Приказом министра спорта "О присвоении спортивного звания «Мастер спорта России»" от 25.02.2022 г. № 25-нг  удостоен спортивного звания мастера спорта.

## Достижения
- Победитель Международного первенства среди юношей ОАО «РЖД» «Локоволей» (2016, 2017)
- Победитель Кубка Сибири и Дальнего Востока среди молодежных команд (2016)
- Серебряный призер Кубка Сибири и Дальнего Востока среди молодежных команд (2017)
- Обладатель Кубка Молодежной лиги (2017)
- Чемпион Молодежной лиги (2018, 2019)
- Обладатель Кубка Молодежной лиги (2019)
- Победитель Кубка Сибири и Дальнего Востока (2020, 2021)
- Чемпион России (2020)
- Бронзовый призёр Чемпионата России (2021, 2023)
- Серебряный призер Чемпионата России (2022)
- Бронзовый призёр Кубка Столетия (2023)
- Победитель Кубка Первого Канала (2024)